# Сальватеррский договор
Сальватеррский договор, порт. Tratado de Salvaterra de Magos — соглашение, подписанное 2 апреля 1383 года между Португалией и Кастилией и положившее конец периоду, известному как Фернандинские войны (порт. Guerras Fernandinas), серии из трёх конфликтов (1369-70, 1372-73, 1381-82 г.г.) между Португальским королевством при короле Фернанду I и короной Кастилии при королях Энрике II, а затем Хуане I. Они воевали из-за притязаний Фернанду I на кастильское наследство после убийства короля Кастилии Педро I в 1369 году.
Чтобы заключить мир между двумя королевствами, король Португалии Фернанду I согласился на брак своей дочери и наследницы Беатрисы Португальской с королем Кастилии Хуаном I. Брак Беатрисы был строго политическим вопросом. Фернанду несколько раз организовывал, а затем отменял помолвку дочери (с целью укрепления союза с Англией девятилетняя Беатриса была даже помолвлена с восьмилетним сыном герцога Йоркского Эдмунда). Свадьба состоялась 17 мая 1383 года в Элваше (Беатрисе на тот момент было одиннадцать лет). Брак Хуана I с португальской наследницей делал Португалию провинцией Кастилии, однако на самом деле Фернанду I не собирался объединять королевства, поэтому добрачное соглашение установило правила наследования престолов. Было решено, что после смерти Фернанду I его жена, королева Леонора Теллеш де Менезеш, возьмёт на себя регентство в Португалии, пока сыну Беатрисы и Хуана не исполнится 14 лет, после чего он станет будущим королем Португалии.
Основные положения Сальватеррского договора утверждали:
- Разделение между королевствами Португалии и Кастилии могло быть устранено только с согласия кортесов;
- Признание Беатрисы и её мужа королями Португалии (его — королем-консортом), если Фернанду I умрёт без какого-либо другого наследника мужского пола;
- Наследование престола Португалии потомками Беатрисы и её мужа;
- Наследование престола Португалии Хуаном Кастильским и его потомством от первого брака; если Беатриса умрёт бездетной раньше мужа, то португальская знать (владельцы собственности) должны принять его как своего короля;
- Королева Леонора Теллеш де Менезеш должна оставаться регентом королевства, если Фернанду I умрёт без других наследников, до тех пор, пока сын Беатрисы не достигнет возраста 14-ти лет.

Договор был одобрен пост-фактум: кастильской стороной в августе 1383 на кортесах в Вальядолиде, и португальской стороной в сентябре того же года на кортесах в Сантарене.
22 октября 1383 португальский король Фернанду умер. Власть в Португалии перешла к королеве-регентше Леоноре. Её правительство возглавил оренский граф Хуан де Андейро.
В кортесе Коимбры 1385 года Жуан даш Реграш, юрист, поддерживающий претензии магистра Жуана Ависского на трон Португалии, настаивал, что из-за нарушения положений Сальватеррского договора Беатриса и Хуан I Кастильский должны быть лишены престолонаследия. 6 апреля 1385 года совет королевства провозгласил полноправным правителем Португалии Жуана Ависского.